# کعبه‌های دیگر
کعبه‌های دیگر یا کعبات (عربی: الکعبات) اصطلاحی عام برای توصیف عبادتگاه‌هایی است که عمدتاً در شبه‌جزیره عربستان واقع شده‌اند که شکل مکعبی دارند و شبیه بنای کعبه در مکه هستند. آنها بیشتر به خدایان مختلفی از مجموعه خدایان عربستان پیش از اسلام اختصاص داشتند، اگرچه این اصطلاح برای توصیف برخی از کلیساهای مسیحی یا دیگر ابنیه مذهبی که به سبک مشابه در شبه جزیره عربستان یا اطراف آن ساخته شده‌اند نیز به کار می‌رود.

## معماری
یک کعبهٔ معمولی به شکل مکعب است و مکانی برای پرستش باورمندان یک خدا یا الهه خاص است. نام کعبه را عرب‌های باستان به علت شباهت آن به کعبه در مکه و رسوم زیارت آن برای توصیف این مکان‌ها استفاده می‌کردند. این ابنیه در سراسر شبه‌جزیره عربستان قرار داشتند، اگرچه برخی از آنها حتی در ایران و بین‌النهرین نیز دیده می‌شوند. 

## فهرست کعبه‌های
در اینجا فهرستی از برخی از این کعبه‌ها که در نوشته‌های دانشمندان و مورخان مسلمان ذکر شده است، آورده شده است.

### شبه جزیره عربستان
- کعبه ذوشرا مکان پرستش نبطی‌ها

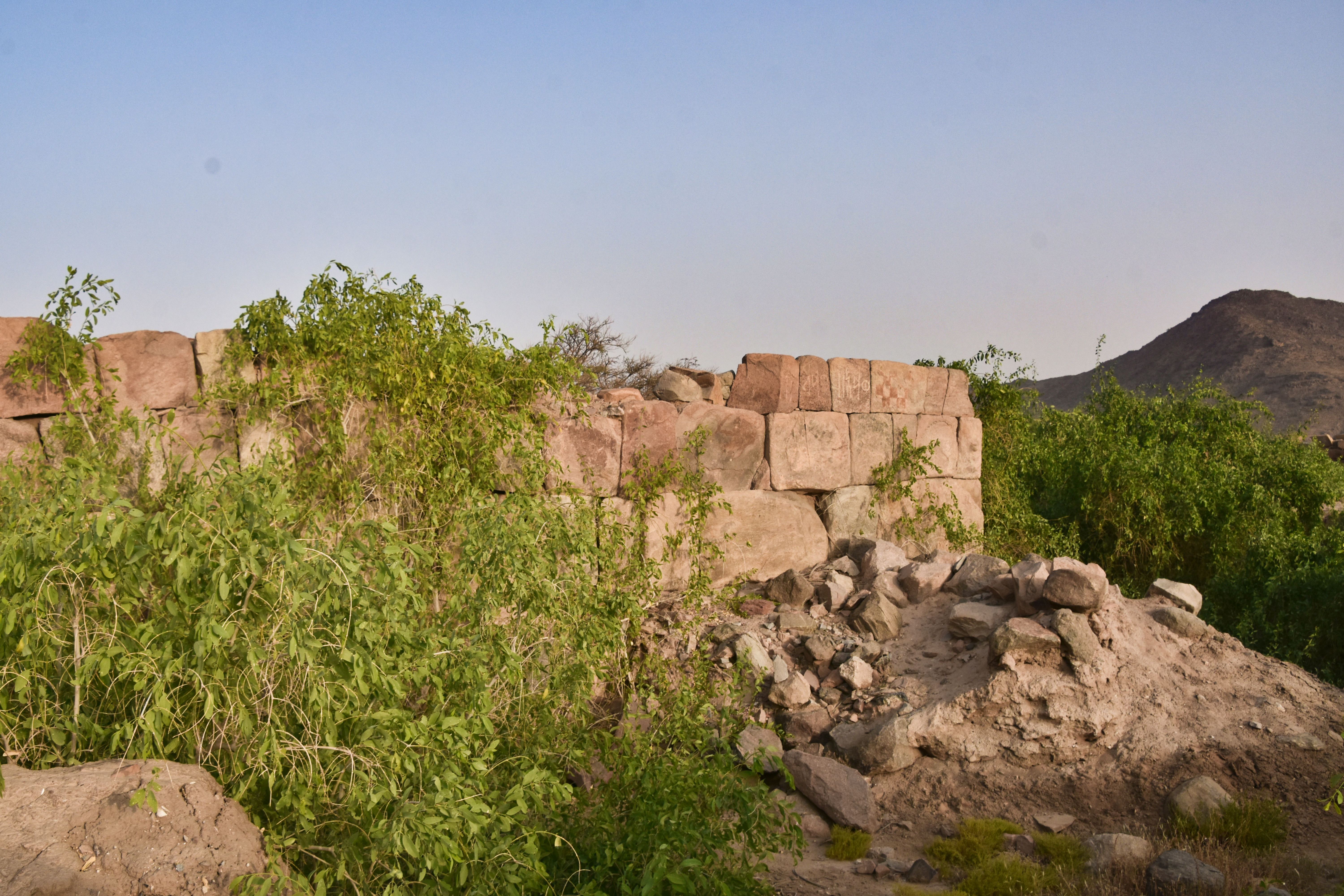
خرابه‌های کعبه نجران نزدیک خرابه‌های اخدود

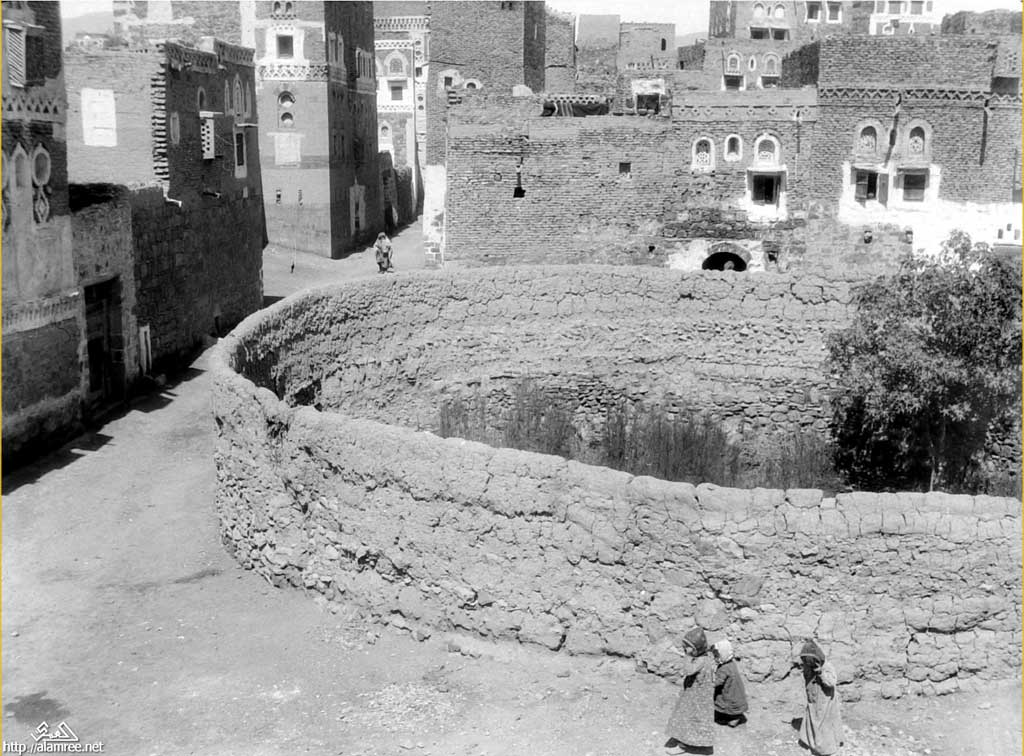
خرابه‌های کعبه یمن در شهر صنعا

- کعبه ذوغابات، مکان پرستش قبیله بنی‌لحیان
- کعبه لات مکان پرستش قبیله ثقیف
- کعبه ذوالخلصه مکان پرستش قبیله دوس
- کعبه نجران، مکان پرستش ساکنان نجران قبل از گرویدن به مسیحیت[۳]
- کعبه یمن، کلیسایی است که در زمان امپراتوری حبشه در یمن برای رقابت با کعبه مکه ساخته شده است.[۴] [ب]

### بین‌النهرین
- کعبه سنداد که اعراب مهاجر از آن به عنوان محلی برای برگزاری جشن‌ها به جای عبادت استفاده می‌کردند.[۳]

### ایران

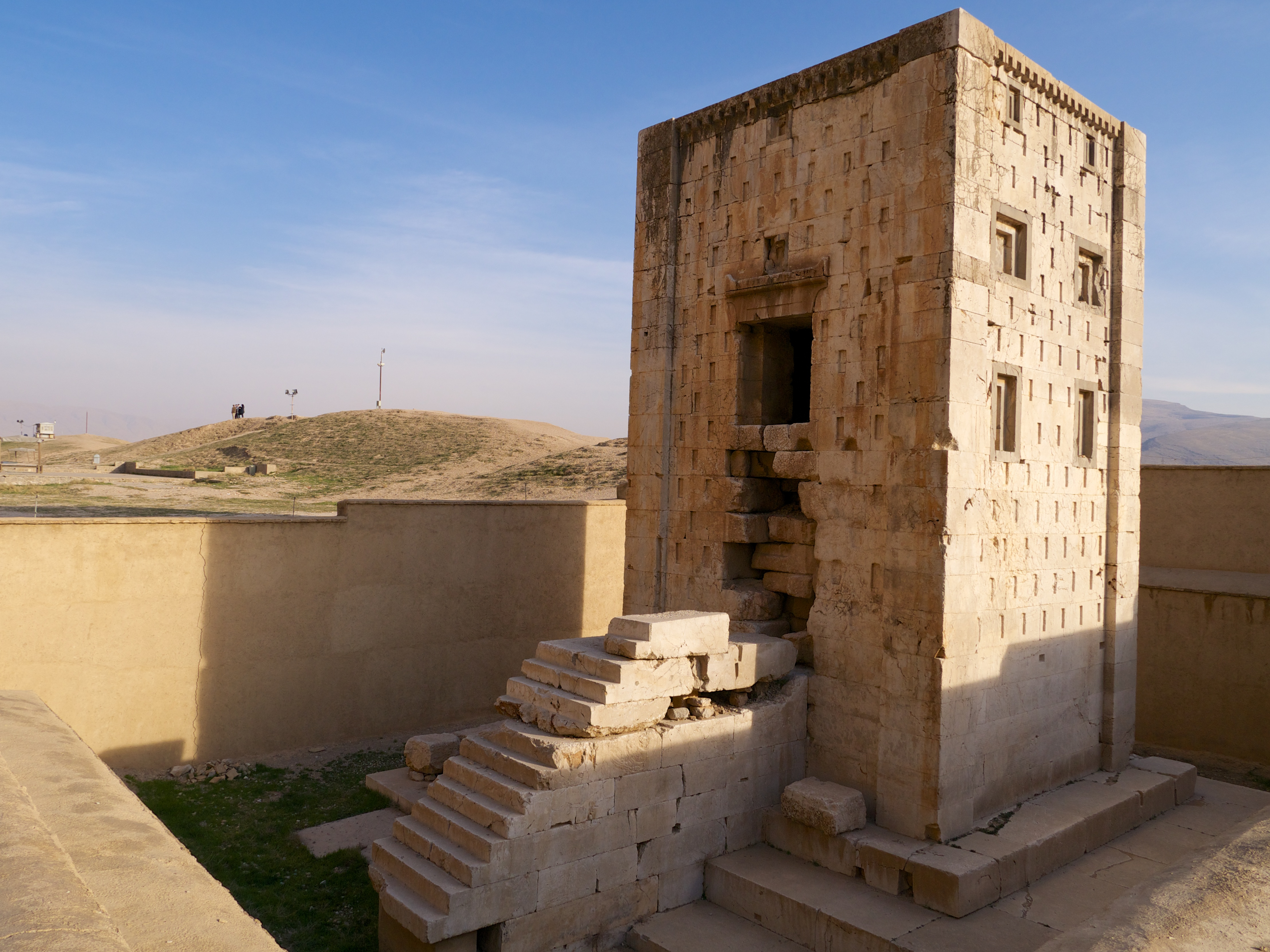
کعبه زرتشت واقع در نقش رستم

- کعبه زرتشت عبادتگاه زرتشتیان. بعید است که این مکان یک پرستشگاه بوده باشد. اگرچه بنا بر گزارش‌ها مجسمه‌هایی از خدایان وجود داشت که بر اساس کتیبه‌ها و متون دوره هخامنشی بردیا آنها را ویران کرد.[۶]

## سرنوشت کعبه‌ها
بیشتر کعبه‌هایی که در شبه جزیره عربستان برای خدایان بت‌پرست وقف شده بودند، پس از سال ۶۳۰ میلادی به دستور پیامبر اسلام یا صحابه او ویران شدند. از جمله کعبه‌های ویران شده می‌توان به کعبه لات اشاره کرد که ثقیف آن را می‌پرستید.

### تبدیل به عبادتگاه‌های دیگر
مودودی گزارش می‌دهد که کعبه نجران در شهر باستانی اخدود پس از ورود اکسومیان به نجران به عنوان مأوایی برای برادران مسیحی خود که توسط ذونواس مورد آزار و اذیت قرار گرفته بودند، تبدیل به کلیسا شد. کعبه نجران، اگرچه ویرانه است، هنوز هم باقی مانده است و بخشی از یک محوطه باستان‌شناسی است.
یاقوت الحماوی ذکر می‌کند که کعبه ذوالخلاصه به مسجد تبدیل شد. محل کعبه لات نیز اکنون جایی است که مسجد عبدالله بن العباس قرار دارد.

## یادداشت ها
1. ↑  See the below sources: Kitab al-Asnam and the Encyclopaedia Iranica.
2. ↑  Safiur Rahman Mubarakpuri mentions that the Yemeni Kaaba was built by Abraha to rival the Kaaba of Mecca. This may indicate the Yemeni Kaaba is the same as the Al-Qalis church which served the exact same purpose.[۵]